# Іванов Олександр Володимирович (офтальмолог)
Іванов Олександр Володимирович (рос. дореф. Ивановъ Александръ Владиміровичъ, 1836, Таврійська губернія — 27 жовтня (15 жовтня) 1880 Ментона, Франція) — російський і український офтальмолог. Лікар очного відділення Київського військового шпиталю (з 1867), професор кафедри очних хвороб Київського університету. Праці О. Іванова присвячені мікроскопічній, нормальній та патологічній анатомії ока, вивченню відшарування скловидного тіла, набряку й запаленню сітківки та зорового нерва, захворюванням кон'юнктиви та рогівки тощо.

## Біографія
Навчався у Курській гімназії, потім — на медичному факультеті Московського університету, який закінчив у 1859 році. Хворіючи на кровохаркання, виїхав на лікування за кордон, де також вивчав нормальну і патологічну офтальмологію в лабораторії Генріха Мюллера, у Вюрцбурзі. Потім займався практичною офтальмологією у клініках міст Гейдельберг, Вісбаден, відвідав Відень. У 1867 році у Петербурзі захистив докторську дисертацію «Матеріал для нормальної і патолгічної анатомії кришталика» та отримав ступінь доктора медицини у Санкт-Петербурзькій медико-хірургічній академії. З 1867 року — лікар очного відділення Київського військового шпиталю, з 1869 року — професор щойно організованої кафедри очних хвороб Київського університетуводночас був завідувачем очним відділенням військового шпиталю, з 1875 року — ординарний професор. У 1876 році О. Іванов, завжди хворобливий, покинув Київ і виїхав за кордон. Помер у 1880 році у Ментоні, що на півдні Франції, від сухот.

## Наукова діяльність
Наукові праці Іванова значно сприяли розширенню наукових відомостей з анатомії, переважно патологічної, очей, які до нього були дуже мізерні, як, наприклад, щодо патологічних змін при деяких формах страждань кон'юнктиви та рогівки (corneae), при запаленні судинної оболонки, при стражданнях сітківки та зорового нерва та іншого. Багато патологічних змін при захворюваннях ока, а також деякі дані нормальної анатомії були навіть вперше вказані Івановим, серед них такі: його надзвичайно важливе дослідження щодо будови війного м'яза в очах різної рефракції, його дослідження про анатомію та про відшарування склоподібного тіла, про запалення сітківки та зорового нерва, про набряк сітківки та інші.

## Твори
Майже всі праці О. Іванова з медцини були надруковані німецькою мовою і частково — французькою.
- «Zur Anatomie des Glaskörpers» («Klinische Monatsblätter» von Zehender, 1864);
- «Ueber die verschiedenen Entzündungsformen der Retina» (ibid. 1864);
- «Perivasculitis Retinae» (ibid. 1865);
- «Zur Ablösung des Chorioidea» («Archiv für Ophthalm.», Bd. XI, 1, 1865);
- «Beitrag zur pathologischen Anatomie der Hornhaut und Linsenepithels» ("Klinische Beobachtungen aus d. Augenheilanstalt zu Wiesbadens, 1866);
- «Zur normalen und patholog. Anatomie des Glaskörpers» («Arch. f. Ophthalm.», Bd. XII, 1866);
- «Zur Pathologie der Retina» (ibid., Bd. XII);
- «Un cas de myome» («Congres period. international d'ophthalmologie», 1867);
- «Ueber Conjunctivitis und Keratitis phlyctaenularis» («Klin. Monatsbl.» von Zegender, 1868);
- «Trois cas de decollement de l'hyaloide» ("Comptes rendus du congres internat. d'ophthalmologies, 1868);
- «Ueber neuritis Optica» («Klin. Monsbl.», 1868); «Das Oedem d. Netzhaut» («Arch. f. Ophthalm.», Bd. XV, II, 1869);
- «Bemerkungen zur pathologischen Anatomie des Glioma Retine» (ibid. Bd. XV, II);
- «Ueber choroiditis disseminata» («Klin. Monatsbl.», 1869);
- «Bemerkungen zur Anatomie der Iris-Anheftung und des Annulus ciliaris», совместно с A. Rollet («Arch. f. Ophthalm.», Bd. XV, I);
- «Beiträge zur Anatomie des Ciliarmuskels» (ibid. Bd., XV, III);
- «Glaskörper» и «Tunica vasculosa» (в Stricker's «Handbuch der Lehre von den Geweben», 1872);
- «Uvealtractus» (в «Handbuch d. gesammten Augenheilkunde» von Graefe und Sämisch, 1874);
- «Zur pathologischen Anatomie des Trachoms» («Berich. über ophthalm. Versammlung zu Heidelberg», 1878)

## Виноски
1. ↑  Українська радянська енциклопедія — Київ: Головна редакція УРЕ, 1959.
2. ↑   Иванов, Александр Владимирович // Энциклопедический словарь : в 86 т. (82 т. и 4 доп.). — СПб. : Ф. А. Брокгауз, И. А. Ефрон, 1894. — Т. XIIa (24) : Земпер — Имидокислоты. — С. 761. (рос.)